# Der große Wolf ruft
Der große Wolf ruft (Originaltitel:  Father Goose) ist eine US-amerikanische Filmkomödie des Regisseurs Ralph Nelson aus dem Jahr 1964. Der Film basiert auf einer Erzählung von S. H. Barnett. Deutschland-Premiere war am 19. Februar 1965.

## Handlung
Der Aussteiger Walter Christopher Eckland hält sich zu Beginn des Zweiten Weltkrieges als Strandguträuber im Südpazifik über Wasser. Sein Freund Frank Houghton, Offizier der australischen Marine, nötigt ihn, als Küstenbeobachter für die Alliierten zu arbeiten. Er wird auf eine Düneninsel gebracht, von der aus er die überfliegenden japanischen Flugzeuge überwachen soll. Als Anreiz sind auf der Insel verschiedene Verstecke mit Whisky angelegt worden. Für jede Sichtung bekommt Walter die Lage eines Verstecks genannt. Um Walters Verbleiben auf der Insel sicherzustellen, rammt Frank beim Verlassen ein Loch in Walters Boot.
Als Frank einen Ersatzmann für Walter findet, soll Walter diesen auf einer nahe gelegenen Insel abholen. Das Problem sind die von Feinden heimgesuchten Gewässer. Walter fährt mit einem kleinen Boot zu der Insel und trifft dort auf die Französin Catherine Freneau, die dort mit sieben jungen Schulmädchen gestrandet ist. Sie teilt ihm mit, dass der Mann, dessentwegen er gekommen war, bei einem Luftangriff getötet worden sei. Walter nimmt die Frau und die Mädchen mit zu seiner Insel.
Evakuiert werden können die neun Insulaner nicht, aber sie bekommen Nachschub, der per Fallschirm abgeworfen wird. Die verwöhnte Französin und der schlampige Amerikaner gehen sich bald gegenseitig auf die Nerven. Doch bald schon passt sich Walter ihr und den Mädchen an. Catherine ist überrascht, zu erfahren, dass Walter Geschichtsprofessor war, bevor er aus der Gesellschaft ausgebrochen ist. Die beiden verlieben sich ineinander und werden über Funk von einem Offizier getraut.
Die Zeremonie wird von einem japanischen Flieger gestört. Doch durch den Funk konnte Frank Walter anpeilen. Geplant ist eine Evakuierung durch ein U-Boot, doch zum selben Zeitpunkt kreuzt ein japanisches Patrouillenboot auf. Als Köder fährt Walter sein Boot auf ein Riff, sodass das untergetauchte U-Boot an das Feindschiff herankommen und es torpedieren kann. Letztlich fliegt auch Walters Boot in die Luft, aber er überlebt und kann mit den anderen gerettet werden.

## Hintergrund
30 Jahre vor den Dreharbeiten zu diesem Film gewann Kameramann Charles Lang seinen einzigen Oscar. Die Filmarchitekten Henry Bumstead und Alexander Golitzen arbeiteten mehrfach zusammen. 1963 bekamen beide zusammen einen Oscar, Bumstead 1974 noch einen, während Golitzen schon 1944 und 1961 jeweils eine Statue erhalten hatte.

## Kritiken
Der film-dienst bezeichnete Der große Wolf ruft als eine „Liebeskomödie nach wenig originellen Mustern, aber amüsant durch den Spielwitz der Darsteller“ und führte weiter aus: „Der amerikanisch-japanische Kriegsschauplatz dient als idyllisierter Hintergrund für die Kabinettstücke eines ‚überlegenen‘ amerikanischen Individualisten.“ Die Filmzeitschrift Cinema merkte an, die Romanze des Films mache Anleihen bei John Hustons African Queen. Das Fazit fiel dennoch positiv aus. „Drolliges Duell mit guten Charakteren.“
Der Evangelische Film-Beobachter sah „ein nicht alltägliches amerikanisches Filmlustspiel“ und kam zu dem Schluss, die ausgezeichnete Regie und die differenzierte Darstellung machten den Film zu einem fast ungetrübten Vergnügen.

## Auszeichnungen
Oscarverleihung 1965
- Gewonnen:
  - Bestes Originaldrehbuch – Peter Stone, Frank Tarloff, S. H. Barnett
- Nominiert:
  - Bester Schnitt – Ted J. Kent
  - Bester Ton – Waldon O. Watson

Golden Globe 1965
- Nominiert:
  - Bester Film – Komödie oder Musical

Weitere Auszeichnungen
- Golden Laurel als „Top Comedy“
- Golden Laurel (2. Platz) für Cary Grant als Darsteller in einer Komödie

## Synchronisation
Die deutsche Synchronfassung entstand durch die Berliner Synchron GmbH nach dem Dialogbuch von Fritz A. Koeniger unter der Leitung von Dietmar Behnke.
| Rolle          | Darsteller    | Synchronsprecher |
| -------------- | ------------- | ---------------- |
| Walter         | Cary Grant    | Curt Ackermann   |
| Catherine      | Leslie Caron  | Marianne Mosa    |
| Frank          | Trevor Howard | Heinz Engelmann  |
| Pfarrer        | Peter Forster | Martin Hirthe    |
| U-Boot-Kapitän | Simon Scott   | Konrad Wagner    |
| Navigator      | Don Spruance  | Randolf Kronberg |